# Kolopopo
Kolopopo è un villaggio della Collettività d'oltremare francese di Wallis e Futuna, nel regno di Uvea, sull'isola di Wallis, nel distretto di Mu'a, sulla costa meridionale. Secondo il censimento del 21 luglio 2008 il villaggio ha una popolazione di 144 abitanti.

## Società

### Evoluzione demografica
Abitanti censiti